# Jakub Bogusz
Jakub Bogusz (ur. 7 czerwca 1987 w Gdyni) – polski koszykarz występujący na pozycjach rozgrywającego lub rzucającego obrońcy, mistrz Polski z 2006.
Przez lata reprezentował amatorski zespół Wejherowski Pakiet w Środowiskowej Basket Lidze.

## Osiągnięcia
Drużynowe
- Mistrz Polski (2006)
- Zdobywca pucharu Polski (2006)